# Bicfalău
Bicfalău (węg. Bikfalva) – wieś w Rumunii, w okręgu Covasna, w gminie Ozun. W 2011 roku liczyła 362 mieszkańców.